# Weidenhausen (Bad Berleburg)
Weidenhausen is een plaats in de Duitse gemeente Bad Berleburg, deelstaat Noordrijn-Westfalen, en telt 452 inwoners (2007).

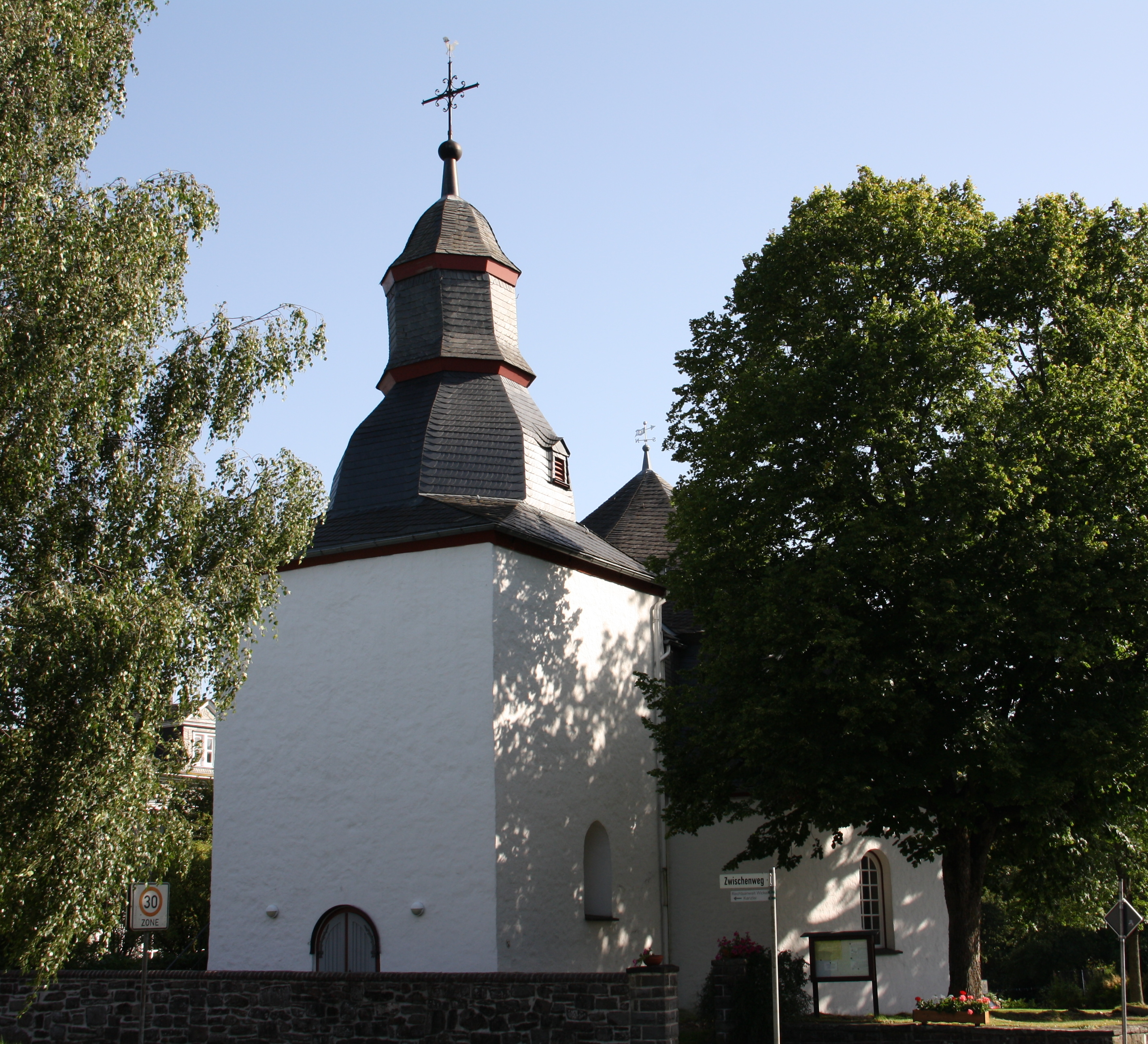
Lutherse kerk
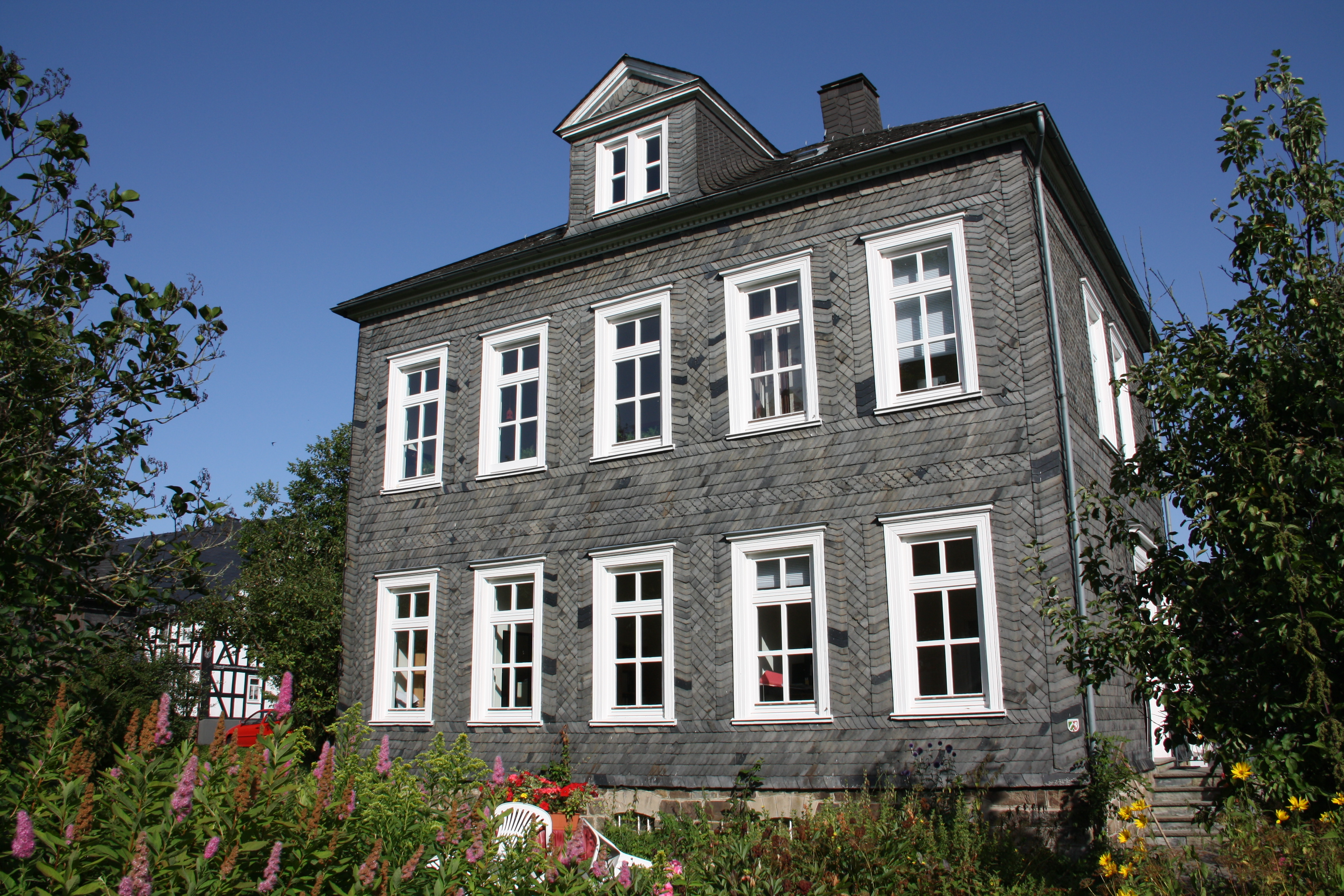
Pastorie